# Dilepidonotus falklandicus
Dilepidonotus falklandicus är en ringmaskart som beskrevs av Hartman 1967. Dilepidonotus falklandicus ingår i släktet Dilepidonotus och familjen Polynoidae. Inga underarter finns listade i Catalogue of Life.